# Leonard McCoy
Leonard H. McCoy, o  "Magro", é um personagem da franquia de entretenimento Star Trek. Ele foi interpretado primeiramente por DeForest Kelley na série de televisão Star Trek original. McCoy também aparece na The Animated Series, sete filmes da franquia, no episódio piloto de Star Trek: The Next Generation e em inúmeros livros, quadrinhos e video games. Karl Urban assumiu o papel do personagem a partir do filme Star Trek.

## Representação
McCoy nasceu em 2227. Filho de David McCoy, ele cursou a Universidade do Mississippi e é divorciado. Em 2266, McCoy foi colocado como Oficial Médico Chefe da USS Enterprise sob o comando do Capitão James T. Kirk. McCoy e Kirk se tornaram bons amigos, até "fraternais". Dos três personagens mais destacados de Star Trek, McCoy é notadamente o mais emotivo, frequentemente discutindo com o outro confidente de Kirk, o Oficial de Ciências Spock, que prima pela lógica. Muitas vezes se irrita e ocasionalmente chega a ser intolerante com a típica racionalidade vulcana do colega. Spock, precisamente por ser tão racional e auto-supressor das emoções, raramente lhe retruca os desaforos e rabugices que recebe, mantendo quase sempre uma atitude de indiferente austeridade, o que só acaba irritando McCoy ainda mais. Obviamente, com personalidades tão diametralmente opostas, os constantes conflitos entre ambos são inevitáveis. Mesmo assim, devido à sua emocionalidade, McCoy representa um papel importante no trio: por várias vezes ele age como a consciência do grupo, despertando-os para perigos a ser considerados e atitudes a ser tomadas, sendo assim um interessante contraponto e mesmo um complemento emocional à fria lógica de Spock. McCoy desconfia da tecnologia, especialmente do transportador; como um médico cirurgião, ele prefere um tratamento o menos invasivo quanto possível e acredita nos poderes inatos de recuperação do corpo.
Kirk ordena a reativação da comissão de McCoy em Star Trek: The Motion Picture, forçando-o a se juntar a tripulação da Enterprise para enfrentar a entidade conhecida posteriormente como V'Ger. Spock transfere seu katra—seus conhecimentos e experiências—para mente de McCoy antes de se sacrificar ao final de Star Trek II: The Wrath of Khan. Isso causa uma angústia mental para McCoy, que em Star Trek III: The Search for Spock ajuda restaurar o katra de Spock devolta para seu corpo reanimado. Ele se junta a Kirk e a tripulação para servir na nova USS Etnerprise-A ao final de Star Trek IV: The Voyage Home. Em Star Trek VI: The Undiscovered Country, McCoy e Kirk escapam da prisão klingon de Rura Penthe, ajudando a tripulação da Enterprise a para uma conspiração para impedir a paz entre a Federação Unida dos Planetas e o Império Klingon. Kelley reprisou seu papel em "Encounter at Farpoint", episódio piloto de Star Trek: The Next Generation, aceitando o salário mínimo do Screen Actors Guild por sua aparição.
No episódio "The Survivor", de Star Trek: The Animated Series, McCoy menciona que ele tem uma filha. Irina, a amiga de Chekov no episódio da série original "The Way to Eden", foi originalmente escrita como Joanna, filha do Dr. McCoy, porém alterada antes do episódio ter sido filmado.

### Realidade Alternativa

Karl Urban como Leonard McCoy em Star Trek.

O filme de 2009 Star Trek e suas sequências se passam em uma realidade "alternativa, paralela". McCoy e Kirk se conhecem e se tornam amigos na Academia da Frota Estelar, que McCoy se junta depois de um divórcio, dizendo que "fiquei magro por causa disso". Essa fala, improvisada por Karl Urban, explica como McCoy ficou conhecido como "Magro". McCoy ajuda Kirk a entrar na Enterprise, e depois do Dr. Puri ser morto em um ataque, ele é promovido a Oficial Médico Chefe, permanecendo no posto quando Kirk é promovido a Capitão e recebe o comando da nave.

## Desenvolvimento
O criador de Star Trek Gene Roddenberry havia trabalhado com DeForest Kelley em alguns episódios pilotos de outras séries, e ele era a primeira opção de Roddenberry para interpretar o médico da USS Enterprise. Entretanto, para o piloto rejeitado "The Cage", Roddenberry seguiu a escolha do diretor Robert Butler de John Hoyt como o Dr. Philip Boyce. Para o segundo piloto, "Where No Man Has Gone Before", Roddenberry aceitou a decisão do diretor James Goldstone de ter Paul Fix como o Dr. Mark Piper. Apesar de Roddenberry querer Kelley para o papel do médico, ele nunca colocou o nome do ator para a NBC; a emissora nunca "rejeitou" o ator como Roddenberry sugeriu em algumas ocasiões.
A primeira aparição de Kelley como o Dr. Leonard McCoy foi no episódio "The Man Trap". Apesar da proeminência do personagem, o contrato de Kelley garantia apenas o crédito como um ator recorrente; foi apenas na segunda temporada que seu nome foi movido para os créditos iniciais, a pedidos do produtor Robert H. Justman. Kelley estava apreensivo sobre o futuro de Star Trek, dizendo a Roddenberry que o programa "iria ser o maior sucesso ou o maior fracasso que Deus já fez". Kelley interpretou McCoy por toda a série original, nos filmes e dublou o personagem na série de animação.
Kelley, que na juventude deseja ser um médico, em parte se valeu de sua experiências da vida real na criação McCoy: o estilo "direto ao ponto" de um médico ao informá-lo sobre o câncer terminal de sua mãe o levou a criar o comportamento do personagem. A roteirista D. C. Fontana disse que apesar de Roddenberry ter criado a série, Kelley essencialmente criou McCoy; tudo feito com a personagem partiu do ator.
A "requintada química" entre Kelley, William Shatner e Leonard Nimoy manifestou-se em suas interpretações de McCoy, James T. Kirk e Spock, respectivamente. Nichelle Nichols, que interpretou Uhura, se referiu a Kelley como seu "petulante amigo cavalheiro"; a amizade entre a afro-americana Nichols e o sulista Kelley foi uma demonstração da vida real da mensagem que Roddenberry queria transmitir através de Star Trek.
Para o reinício da franquia com Star Trek, os roteiristas Roberto Orci e Alex Kurtzman viram McCoy como um "árbitro" da relação de Kirk e Spock. Enquanto Spock representa a "lógica extrema, ciência extrema" e Kirk simboliza a "extrema emoção e intuição", o papel de McCoy de "essencialmente um cientista bem humanista" representa os "dois extremos que frequentemente servem como a cola para manter o trio junto". Eles escolheram mostrar McCoy se tornando amigo de Kirk primeiro, explicando o "viés" na amizade deles e porque ele seria as vezes um "pouco desdenhoso" com Spock. Urban disse que o roteiro era "bem fiel" ao personagem original, incluindo a "grande compaixão pela humanidade e o senso de irritabilidade" que Kelley colocou no personagem. Urban treinou com um técnico de dialetos para criar o sotaque de McCoy.

## Recepção e impacto cultural
McCoy é alguém a quem Kirk desabafa e é um contraste à Spock. Grace Lee Whitney, que interpretou a Ordenança Janice Rand, descreveu McCoy como o "amigo, bartender pessoal, confidente, conselheiro e padre" de Kirk. Urban disse que McCoy tem um "senso de irritabilidade com a paixão real pela vida e por fazer a coisa certa", e disse que a "lógica de Spock e a postura moral de McCoy dão à Kirk o benefício de ter três cérebros ao invés de apenas um". Jennifer Porter e Darcee McLaren escreveram que McCoy é um exemplo "não intencional" de como "preconceitos e fixações irracionais, pensamento positivo e raciocínio emocional, negação e repressão, e distúrbios neuróticos não resolvidos" comprometem a "racionalidade científica" em Star Trek.
Kelley disse que sua maior emoção nas convenções de Star Trek era ouvir um grande número de pessoas dizer que eles entraram na profissão médica por causa de McCoy.
O The Guardian chamou a interpretação de Urban como McCoy de "sucesso absoluto", e o The New York Times chamou o personagem de "selvagem e engraçado". A Slate disse que Urban foi, dentre os outros atores do filme, o que chegou mais perto de personificar a representação original do personagem.

### "Ele está morto, Jim."
Vinte vezes na série original McCoy declara que alguém, ou alguma coisa, está morta com a fala, "Ele está morto", "Ele está morto, Jim", ou algo similar; a frase é considerada como um bordão do personagem, apesar de Kelley não gostar de dizer a fala, e ter se recusado a dizê-la em Star Trek II: The Wrath of Khan quando Spock esta próximo da morte; James Doohan, interpretando o engenheiro Montgomery Scott, é quem diz: "Ele já está morto" ao invés de Kelley. A fala entrou na cultura popular como uma metáfora geral, com usos tão diversos como descrições de um circuito eletrônico sem resposta, um exemplo de como adicionar um arquivo de áudio para funcionar como um alerta sonoro em um sistema de computador, e como uma citação ilustrativa a respeito de como saber se um oponente foi destruído em um jogo. O professor de literatura Henry Jenkins da Universidade do Sul da Califórnia cita a fala "Ele está morto, Jim" do Dr. McCoy como um exemplo de fãs participando na criação de uma cultura onde eles derivam prazer ao repetir falas memoráveis como parte da construção de novas mitologias e comunidades sociais alternativas, incluindo o Google, que utiliza a fala no Google Chrome como uma mensagem de erro quando o sistema operacional do usuário encerra o processo da guia devido a falta de memória e para continuar é necessário recarregar / atualizar ou ir para outra página. Kelley brincou que a fala iria aparecer em sua lápide.

### "Eu sou um médico, não um..."
Outro bordão de McCoy é o seu "Eu sou um médico, (Jim) não um..." algo, usada 11 vezes. McCoy repete a fala quando ele é chamado a executar alguma tarefa fora de seus conhecimentos médicos. Um dos momentos mais conhecidos desse bordão ocorre no episódio "The Devil in the Dark". Spock e |Kirk haviam acionado suas armas contra a alienígena Horta, que julgavam querer matá-los, abrindo uma enorme ferida na criatura. Posteriormente, auxiliado por Spock, que usa na criatura a sua técnica de união mental, o capitão descobre que a Horta é pacífica e estava apenas se defendendo e também defendendo suas crias. Para ajudá-la, ele convoca McCoy que, após fazer a análise da estranha alienígena, acaba descobrindo que, por sua vida ser baseada em silício (e não em carbono, que é a base da vida na Terra), ela é constituída inteiramente de rocha. Julgando-se, ao menos a princípio, incapaz de cumprir a ordem de Kirk, McCoy protesta: "Eu sou um médico, não um pedreiro". Kirk, porém, insiste que a criatura deve ser salva. Assim, mesmo reclamando sem parar(inclusive discutindo com tripulantes da nave através do comunicador), McCoy acaba por fim fazendo uso de uma artimanha inusitada, mas muito inteligente, para resolver o problema. Ele cobre a ferida da criatura com termo concreto (material também constituído em grande parte por silício), fazendo com que o mesmo sirva como uma bandagem, fechando assim a abertura da chaga. Isso alivia a dilacerante dor da Horta, e ainda acelera o processo de cicatrização. Mais uma vez o emocionalismo de McCoy aparece na cena, quando se enche de orgulho de seu feito, dizendo que se sente capaz de curar até o arco-íris.O Dr. Julian Bashir de Star Trek: Deep Space Nine, O Doutor de Star Trek: Voyager e o Dr. Phlox de Star Trek: Enterprise todos usam variações da fala, que acabou indo para outras séries como Stargate Atlantis, Robot Chicken e Friends. Em uma paródia intitulada "The Restaurant Enterprise", em um episódio de Saturday Night Live, Kirk (apresentador convidado William Shatner) manda McCoy (Phil Hartman) ajudar um homem que está sufucando. McCoy diz, "Droga Jim! Eu sou um médico não um... (de repente percebe a situação) Ah... oh, claro". O próprio DeForest Kelley parodiou a frase para um comercial da Trivial Pursuit ("Como eu posso saber? Eu sou um ator, não um médico") e em Rowan & Martin's Laugh-In ("Eu não sou um médico, eu sou um assassino condenado"). No filme Star Trek de 2009, McCoy diz à Spock "Droga homem, eu sou um médico, não um físico".